# Alumbrados
Die Alumbrados (auch Iluminados oder Illuminati, Erleuchtete) waren eine mystische Bewegung in Spanien. Sie stellten keine einheitliche organisierte Gruppe dar, sondern traten einzeln oder in Gruppen in Erscheinung, so in Toledo 1512–1532, in Llerena 1570–1582 sowie in Sevilla 1623. 
Die Bewegung wurzelte in der kirchlichen Reformbestrebung dieser Zeit, die oftmals eine reinere, innerlichere Religion anstrebte. Sie wurde zunächst von reformierten Franziskanern und sonstigen Ordensleuten gefördert, hat aber auch Gedankengut aus (teilweise häretischen) Reformbewegungen des Mittelalters (Beginen, Fratizellen) aufgenommen. Ein reformatorischer Einfluss ist unsicher. 
Die Alumbrados betonten den Aspekt der passiven Vereinigung der menschlichen Seele mit Gott, die auch zu Ekstasen und Visionen führen konnte. Die Bezeichnung wurde zuerst auf die Franziskaner Juan de Olmillos und Francisco de Osuna (ca. 1492–1540), den Autor des Werkes „Abecedario spiritual“ (1528–1554), angewandt. Die Alumbrados wurden vom einfachen Volk oft begeistert gefeiert, von der Inquisition oft verfolgt. Am Anfang seines Wirkens stand auch der Jesuitengründer Ignatius von Loyola im Verdacht, Alumbrado zu sein. Auch Teresa von Ávila wurde als Alumbrada denunziert, wobei die spanische Inquisition dem nicht weiter nachging. Die Bewegung erlosch im 17. Jahrhundert.
Von Verschwörungstheoretikern werden die Alumbrados aufgrund der Namensgleichheit mit dem Illuminatenorden in Verbindung gebracht. Inhaltliche Beziehungen bestehen jedoch nicht.